# Città di Fremantle
La città di Fremantle è una delle 29 Local Government Areas che si trovano nell'area metropolitana di Perth, in Australia Occidentale. Essa si estende su di una superficie di 19 chilometri quadrati ed ha una popolazione di 24.835 abitanti.